# وقتی مارنی آنجا بود
وقتی مارنی آنجا بود (انگلیسی: When Marnie Was There) انیمه‌ای ژاپنی به نویسندگی و کارگردانی هیروماسا یونه‌بایاشی است که در سال ۲۰۱۴ منتشر شد. این انیمه بر اساس رمانی به همین نام، نوشتهٔ جوآن جی. رابینسون ساخته شد. وقتی مارنی آنجا بود نامزد بهترین فیلم پویانمایی در هشتاد و هشتمین دوره جوایز اسکار شد.

## خلاصهٔ داستان
آنا دختر نوجوان و یتیمی است که به دلیل بیماری اش مجبور می‌شود مدتی را در خارج از شهر و در یک روستا زندگی کند. اما او در آنجا با دختری عجیب به نام مارنی آشنا می‌شود و کم‌کم در کنار او حقایق پنهان شدهٔ گذشتهٔ خود را کشف می‌کند.